# Суми-Товарна
Су́ми-Това́рна — проміжна залізнична станція 4-го класу Сумської дирекції залізничних перевезень Південної залізниці на двоколійній неелектрифікованої лінії Білопілля — Баси між станціями Баси (4 км) та Суми (5 км). Розташована у Зарічному районі міста Суми Сумської області.

## Історія
Станція відкрита 1978 року.

## Пасажирське сполучення
На станції зупиняються лише приміські поїзди.